# Frankie Goes to Hollywood (videogioco)
Frankie Goes to Hollywood è un videogioco pubblicato nel 1985 per Commodore 64 e ZX Spectrum e nel 1986 per Amstrad CPC, basato ufficialmente sul gruppo musicale Frankie Goes to Hollywood. È un'avventura dinamica con sottogiochi di generi vari, con tematiche tipiche del gruppo e alcuni loro brani nella colonna sonora.
La versione originale su cassetta include anche una seconda cassetta audio con una registrazione dal vivo di Relax.
Il videogioco, piuttosto insolito, ottenne molti buoni giudizi dalla critica soprattutto nelle versioni Commodore e Spectrum, tra cui una "medaglia d'oro" dalla rivista Zzap!64 britannica e un "gioco del mese" da Computer and Video Games.

## Trama
Il protagonista del gioco è un uomo qualunque, inizialmente privo di personalità, che vive nella noiosa periferia di Mundanesville. Il suo obiettivo è diventare una persona completa potenziando al massimo quattro aspetti della sua personalità: piacere, guerra, amore e fede. Questi corrispondono ai quattro simboli che si sommano in un'equazione, usata a volte come simbolo dei Frankie Goes to Hollywood, il cui risultato è la parola "BANG!".
Compiendo particolari azioni, l'uomo può uscire dall'ordinario e entrare in situazioni surreali, ad esempio "entrare" nella scena di un quadro o di un televisore. Dovrà trovare in particolare il modo di accedere a una misteriosa struttura, il Pleasure Dome ("tempio del piacere", in riferimento all'album Welcome to the Pleasuredome). Solo quando la personalità sarà completa potrà raggiungere il centro del Pleasure Dome e terminare l'avventura.

## Modalità di gioco
L'uomo si aggira tra gli ambienti ordinari di strade e case di Mundanesville, mostrati con visuale di lato, dove può camminare orizzontalmente e passare da una schermata all'altra usando le porte. Può frugare nei mobili e altri elementi del paesaggio alla ricerca di oggetti.
Si possono trovare molti tipi di oggetti e trasportarne un massimo di 8 alla volta in un inventario a icone. Il loro utilizzo al momento opportuno, selezionandoli tramite un cursore, è fondamentale, mentre un utilizzo errato causa la diminuzione di uno dei valori di personalità.
L'obiettivo è portare i quattro aspetti della personalità, rappresentati da indicatori a barra, da 0 a 99%, oltre ad accumulare sufficienti "punti piacere".
Ci sono oltre 60 compiti vari da risolvere, da relativamente semplici a molto complessi. Uno dei più importanti è risolvere un caso di omicidio, che richiede il ritrovamento di indizi, mostrati sotto forma di informazioni testuali che permettono di identificare l'assassino per esclusione.
Si può accedere in vari modi ai Corridors of Power, un labirinto di stanze con visuale tridimensionale che permette di muoversi all'interno del Pleasure Dome.
Ci sono 10 sottogiochi, raggiungibili principalmente attraverso il labirinto, che consistono in sequenze d'azione, di vario genere e con vari scopi, a volte a tema satirico; ad esempio la stanza delle "teste parlanti" è un duello sparatutto tra Reagan e Gorbačëv (un richiamo a Two Tribes).